# Герб Демидівки
Герб Деми́дівки — офіційний символ смт Демидівка Рівненської області. Затверджений 12 грудня 1996 року рішенням сесії Демидівської селищної ради.

## Опис (блазон)
У зеленому полі та відділеній зубчасто червоній главі — золотий колос.

## Зміст
Зелене зубчасте поле символізує легенду про давній замок та багаті ліси, що оточують селище. Золотий колос уособлює сільське господарство як основний вид заняття місцевих мешканців.

## Автор
Автор — Ю. П. Терлецький.